# Die Vöglein von Theres

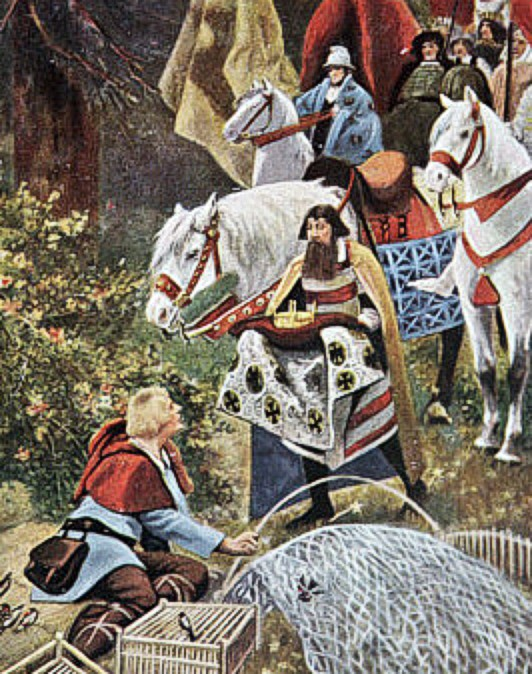
Nach Hermann Vogel: Heinrich der Vogler

Die Vöglein von Theres. Eine Legende ist eine 1936 verfasste Erzählung von Gertrud von le Fort, die 1937 im Insel-Almanach erschien. Die Buchform brachte Insel 1950 zusammen mit einer Nachauflage von Das Reich des Kindes heraus. Die Erzählung befasst sich mit Ludwig dem Kind und Heinrich I., zwei Königen des Ostfrankenreichs.

## Zeit und Ort
Zeitlich markieren zwei Eckdaten Anfang und Ende der Legende. Am 4. Februar 900 wird Ludwig im Alter von sechs Jahren in der Pfalz Forchheim gekrönt und am 12. Mai 919 Heinrich in Fritzlar.

## Titel
Der Titel, auf Heinrich I. anspielend, ist zweideutig. Zum einen wird auf Heinrichs Begabung als Vogelfänger verwiesen und zum anderen auf seine späteren "Untergebenen", die Großen des Reichs. Letztere sind jene Herzöge und Markgrafen, die 900 zusammen mit Heinrich im Gefolge Ludwigs reiten und rätseln: Was ist dieser Sohn des Herzogs von Sachsen eigentlich für einer? Wird er uns einmal einfangen wie die Vöglein von Theres? Mit der letzten Frage meinen die ostfränkischen Herzöge und Markgrafen folgende Begebenheit. Noch vor 900 hatten die Babenberger auf Burg Theres zum Vogelfang geladen. Heinrich hatte die meisten Vöglein im Netz gehabt.

## Inhalt
Eigensinnig und auch ein wenig jähzornig, wie Ludwig das Kind nun einmal ist, will er am Krönungsort Forchheim partout ohne fremde Hilfe vom Pferd steigen. Als das doch nichts wird, wählt er den jungen Heinrich als seinen Helfer aus. Neidisch sind sich die staunenden Großen einig: Ihr künftiger König Ludwig ist dem Vogler ins Netz gegangen wie die Vöglein von Theres. Nach der Krönung dann rutscht dem kleinen Ludwig die viel zu große Krone über die Ohren. Man springt bei. Währenddessen fällt die Krone, rollt zwischen den Füßen der hilfreichen Großen hindurch bis vor Heinrichs Füße. Heinrich hebt den Vorgänger der Reichskrone auf. Der Kommentar der Großen: Die Krone fliegt diesem Sachsen zu wie die Vöglein von Theres.
Das Volk aber sagt achtzehn Jahre danach bei Heinrichs Königskrönung in Fritzlar, der neue Herrscher habe die Krone nicht empfangen, also aufs Haupt gesetzt bekommen, sondern mit seinen Händen aufgehoben aus dem Staube.